# Lentran
Lentran is een dorp op de zuidelijke oever van de Beauly Firth ongeveer 10 kilometer ten westen van Inverness in de Schotse lieutenancy Inverness in het raadsgebied Highland.